# Zaratusztrianizm

Faravahar, jeden z symboli zaratusztrianizmu przypuszczalnie symbolizuje Frawaszi, geniusza opiekuńczego

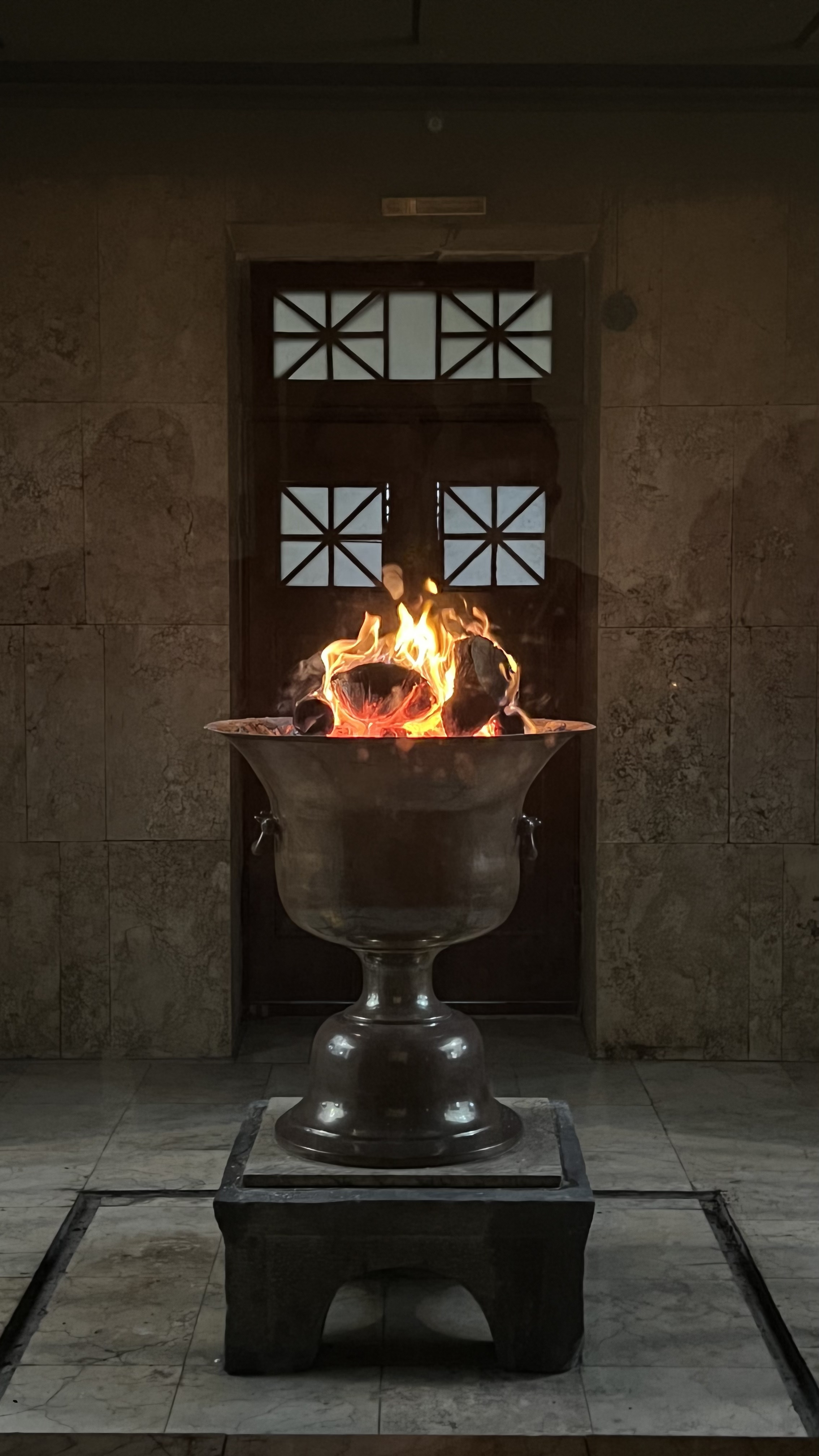
Święty Ogień w Świątyni Ognia w Jazdzie. Według tradycji, pali się już 500 lat.

Zaratusztrianizm (zaratustryzm, zoroastryzm, zoroastrianizm, awest. Daēnā Vañuhi; pers. آيين زرتشتی Âjin-e Zaratoszt-i) – religia irańska wywodząca się od Zaratusztry, powstała pomiędzy 1500 a 500 rokiem p.n.e. Liczba wyznawców wynosi 110-120 tys. (2012). 

## Geneza, lokalizacja, datowanie
Zaratusztrianizm (także mazdaizm) był religią ludów posługujących się językami irańskimi, które przybyły z Azji Środkowej ok. 1000 p.n.e. i osiedliły się na Płaskowyżu Irańskim. Języki irańskie są spokrewnione z językami indo-europejskimi, a wspólny język praindo-irański mógł być używany przez ludy zamieszkujące obszar na południe i południowy wschód od jeziora Aralskiego.
Badania archeologiczne ujawniły gęste osadnictwo na tym obszarze Azji Środkowej, skorelowane, zwłaszcza tzw. Baktryjsko-Margiańskim kompleksem archeologicznym (BMAC) ok. 2200-1700 p.n.e. Według hipotez, to z tych terenów wywodzi się zaratusztrianizm, lecz część naukowców podaje inne możliwe lokalizacje (Daemestetr J., Talageri S. G., Farvhasi B., Anthony D., Gnolli G.). Brak jest jednak pełnego konsensusu naukowego wobec braku pisemnych świadectw.
Teksty zoroastryjskie zebrane w Aweście powstały między ok. 1500 i 500 p.n.e., ale nie zawierają żadnych informacji historycznych, ponieważ starożytni Irańczycy nie używali pisma, a dane archeologiczne z obszarów, które mogli zasiedlać, można jedynie wstępnie skorelować. W związku z tym nie można określić historyczno-kulturowego otoczenia różnych etapów rozwoju religii przed Achemenidami. Horyzont geograficzny twórców Awesty obejmuje obszar od współczesnych republik Azji Środkowej, przez współczesny Afganistan, po dorzecze Helmand, odzwierciedlające migrację na południe.
Podobnie jak w przypadku innych religii, które można utożsamiać z założycielem, Jezusem, Manim czy Mahometem, tak samo w przypadku zaratusztrianizmu, nowy ruch religijny został zainspirowany i ukształtowany na tle historyczno-kulturowym charakterystycznym dla założyciela. Problemem pozostaje jednak postać jego twórcy ponieważ posiadamy niewiele danych na jego temat. Uczeni znacznie różnią się co do takich szczegółów jak okres w którym żył i działał Zaratusztra. Proponowane datowanie mieści się od ok. 1500 p.n.e. - „datowanie wczesne”, przez ok. 1000 p.n.e. i tuż przed powstaniem imperium Achemenidów pod panowaniem Cyrusa II Wielkiego w połowie VI wieku p.n.e., do ok. 500 p.n.e. „datowanie późne”).

## Święte księgi
Świętą księgą zaratusztrian jest Awesta, której najważniejszą i najstarszą część tworzą Gathy przypisywane samemu Zaratusztrze (zobacz: język awestyjski).

## Zarys historii
Zaratusztrianizm był religią wspieraną przez królów z dynastii Achemenidów. Po najeździe Aleksandra Wielkiego na państwo Achemenidów był okresowo prześladowany. W tym okresie utracono także część tekstów Awesty. Ponownie przywrócony do łask w państwie Partów za panowania dynastii Arsacydów Podjęto wtedy pierwszą próbę kodyfikacji religii zrealizowaną w Imperium Sasanidów gdzie stał się religią państwową. Podboje arabskie w latach 633–651 przyniosły kres panowaniu sasanidzkiemu i stopniowy upadek religii wobec powtarzających się prześladowań i presji ekonomicznej muzułmanów. Do XI wieku zaratusztrianie stali się mniejszością religijną w Iranie. Między VIII a X wiekiem miała miejsce duża migracja społeczności Zaratusztrian do Indii. Wychodźcy osiedlili się głównie w rejonie Gudżaratu dając początek diasporze Parsów istniejącej do dziś. W trakcie prześladowań i wędrówek zaratusztrian utracone zostały 3/4 tekstów oryginalnej Awesty.
Wywarł wpływ i wchodził w interakcje na różne koncepcje innych religii judaizmu, wczesnego buddyzmu i buddyzm mahajany, manicheizmu, gnostycyzmu, wczesnego chrześcijaństwa i islamu. Jego synkretyczne odmiany wyznawane były w Azji Środkowej, a także w Chinach. Część naukowców dopatruje się także wątków zaratusztriańskich u niektórych filozofów greckich.
Istnieniu przesłanek do twierdzenia, że takie pojęcia religii monoteistycznych (judaizmu, chrześcijaństwa i islamu) jak Sąd Ostateczny, wędrówka duszy po śmierci do piekła lub nieba, wiara w istnienie diabła i nadejście mesjasza mogły powstać pod wpływem zaratusztrianizmu.
Przeciwstawiają się temu historycy z kręgów duchowieństwa chrześcijańskiego, którzy są zdania, że pogląd ten jest przestarzały, niewiarygodny i bierze swoje źródło w oświeceniowej krytyce chrześcijaństwa, sprzeciwiającej się wszelkiej jego oryginalności.

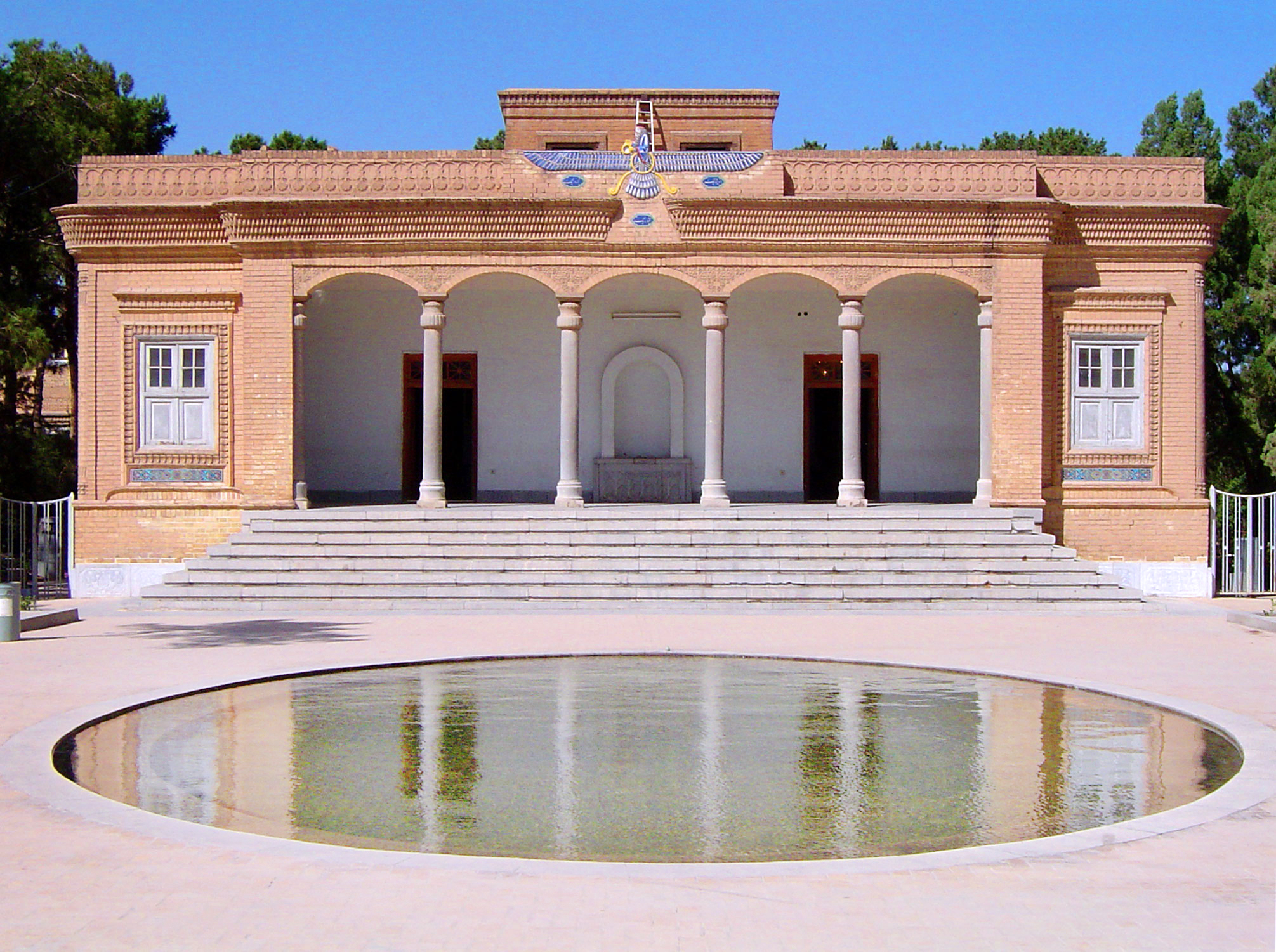
Świątynia Ognia w Jazdzie, w środkowym Iranie

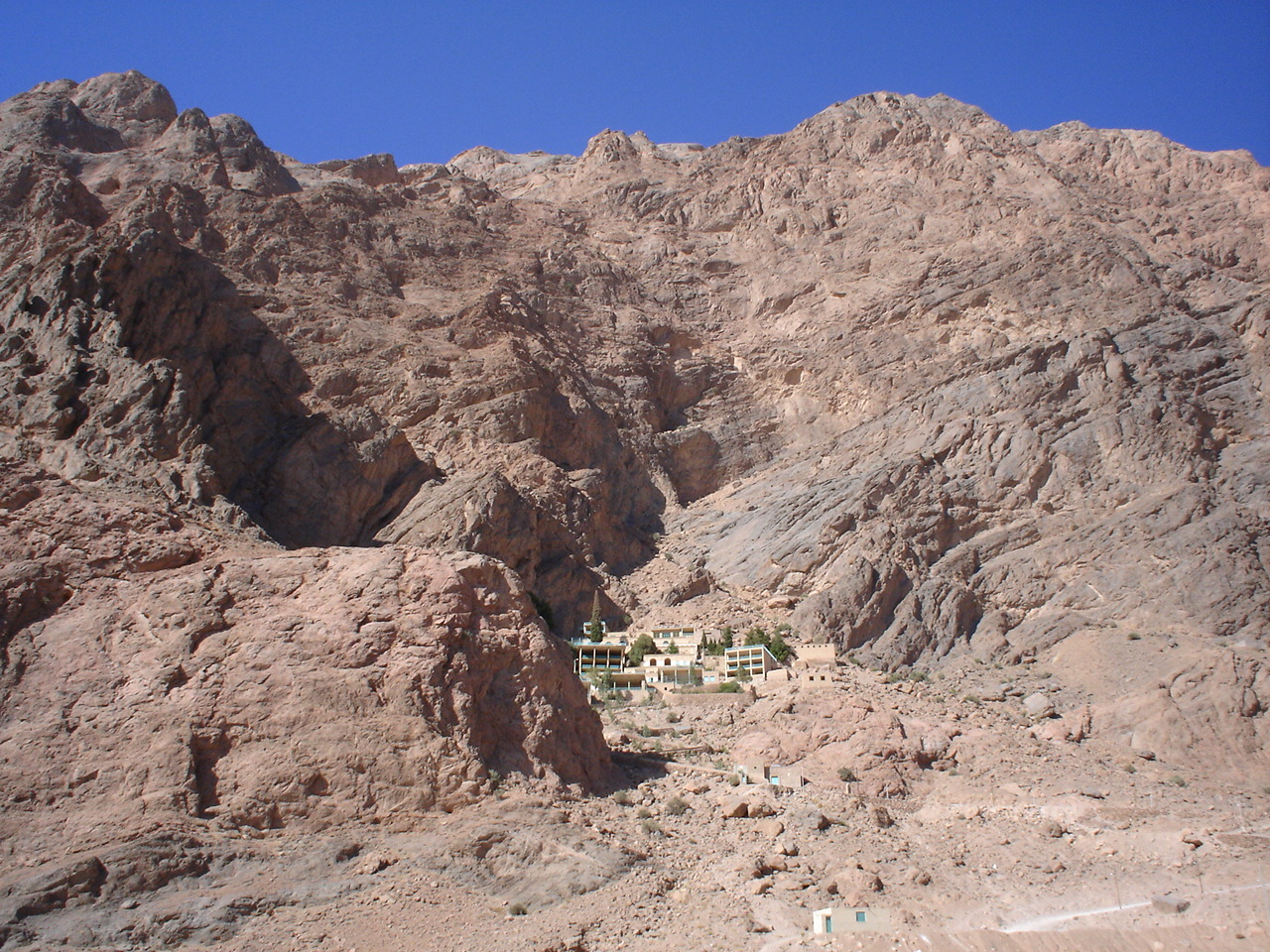
Świątynia w Chak Chak koło Jazdu

W samym Iranie pozostało obecnie ok. 40 tys. zaratusztrian, cieszących się statusem konstytucyjnej mniejszości, w praktyce administracyjnej jednak często dyskryminowanych. Najliczniejszą grupę współczesnych zaratusztrian stanowią indyjscy Parsowie (ok. 150 tys.). Poza tym znaczniejsze wspólnoty istnieją jedynie w Stanach Zjednoczonych i Wielkiej Brytanii. Łącznie na świecie jest obecnie nie więcej niż 250 tys. wyznawców zaratusztrianizmu. W ostatnich latach notuje się spadek liczby wiernych (na rzecz bahaizmu, islamu i hinduizmu) oraz spadek aktywności religijnej.

## Wierzenia

### Podstawowe koncepcje
Podstawowe koncepcje religii i filozofii zaratusztrianizmu oparte są głównie na tekstach awestyjskich. Wiadomości o wielu aspektach najwcześniejszych wierzeń Irańczyków znajdują się w tekstach Awesty, inskrypcjach i zapisach staroperskich, uzupełniają je informacje greckich autorów. Późniejsze wierzenia zostały opisane w tekstach średnioperskich (Pahlavi). Myśl religijna starożytnych Irańczyków opiera się na przeciwstawieniu porządku i chaosu, dobra i zła, prawdy i fałszu, co przejawia się w myśli, mowie i działalności istot boskich i ludzi.

#### MAN, Manah–  (aw.Myśl, myślenie) Zaratusztry poety-ofiarnika[27]
Duża liczba słów wywodzących się od czasownika man - „myśleć, pamiętać” itp. oraz innych terminów oznaczających jakiś rodzaj aktywności umysłowej jest jedną z najbardziej uderzających cech poematów staroawestyjskich. Termin aw. vohu manah „dobra myśl” jest jednym z najczęstszych we wszystkich Gâthâ. Dlatego siedziba Ahura Mazdy, Dom Pieśni, była przezeń również nazywana Domem Dobrej Myśli (1.32.15). To oznacza, że jest domem istoty o najlepszej myśli ze wszystkich, a mianowicie Ahura Mazdy, ale także domem tych, którzy mają dobrą myśl.
Myśl i pomyślane słowo mają według Zaratusztry mieć niezwykłą moc, odzwierciedlającą pierwotny akt stworzenia. Według tekstów awestyjskich, na początku dziejów Ahura Mazdâ ułożył swoją myśl w słowa modlitwy Ahuna Wairya, którą wyrecytował i tym samym oszołomił i obezwładnił Złego Ducha (aw. Angra Mainju, pahl. Aryman) uporządkował świat tak, aby nie zawierał złych elementów: żadnej ciemności, choroby, śmierci ani oszustwa, a zamiast tego był pełen światła, życia i płodności.

#### Manyu (Mainyu)–  (aw.inspiracja, Intencja, myśl, umysł, duchowy impuls, duch, wiedza)[27][30][31]
Staroawestyjskie pojęcie manyu odgrywa kluczową rolę w koncepcjach zoroastryjskich. Jest to gwałtowna i dominująca siła mentalna, dobra lub zła, która włada i kieruje bytami boskimi i ludźmi z ich własnej woli i za ich przyzwoleniem. Można to przetłumaczyć jako „impuls umysłowy” lub „moc umysłu”, Wewnętrzne znaczenie jest bliskie „inspiracji (poetyckiej lub religijnej)”. W późniejszych tekstach termin ten odnosi się do dwóch pierwotnych sił stwórczych wszechświata: Życiodajnego Ducha (spenta mainyu) i Złego (Niszczącego) Ducha (angra mainyu).
Mainyu jest, wyprowadzone (słownik avestyjsko-sanskrycki) od słowa man, co oznacza „myśleć, kontemplować, medytować”. Ervad Kanga podaje znaczenie „ducha, umysł, mózg”, a Bartholomae „Geist, als Sitz des Denkens und Wollens – duch-umysł, siedziba myśli i intencji”. Nawet słowniki sanskryckie definiują to jako „umysł, gorliwość, duch, nastrój, charakter”, a „duch” w tym przypadku oznacza tylko „charakter lub usposobienie umysłu”.

#### Asza– (aw.Aṣ̌a/Arta, porządek, prawo, zasada. rozkaz, prawda)[26][28][34]
Świat Ahury Mazdy został uporządkowany zgodnie z zasadą (mikro/makro)kosmicznego „Porządku” (aw. Asza), który przejawia się w świetle. We wstępie Gath termin ten jest tłumaczony jako „Porządek - [rozkaz - prawo – zasada], także Prawda” i odpowiednio jego pochodne: aszawan „podtrzymujący Porządek” (także „utrwalający lub nakazujący Porządek”).
„Porządek” jest wytworem „myśli” Ahura Mazdy i został przez niego narzucony kosmosowi, kiedy został ustanowiony. To także Ahura Mazdâ swoją myślą stworzył świetliste przestrzenie Porządku. Ahura Mazdâ jest ojcem porządku i on go podtrzymuje, utrwala i nakazuje. Jako aspekt tego Porządku Ahura mazda tworzy kosmos.(Gatha 1.32.2),.Termin Asza ma zatem trzy podstawowe odniesienia w tekstach staroawestyjskich:
1. Porządek kosmiczny, w tym porządek natury i ludzkości.
2. Widoczny aspekt Porządku, czyli dzienne niebo, niebo i światła nieba, których najbardziej znaczącym elementem jest słońce; Jakakolwiek komunikacja między sferami boską i ludzką musi koniecznie przebiegać przez tę przestrzeń.
3. Porządek to także porządek rytuału, czyli rytualnych czynów, słów, a także myśli zmaterializowany w Gathah.
4. Powszechną praktyką jest tłumaczenie Asza (rta) jako „prawda”, ale w tekstach Awesty i późniejszych i jej późniejszych formach, Asza nigdy nie jest używana w wyrażeniach takich jak „mów prawdę”[26].

#### Ahu– (aw.Stan, Egzystencja, Tchnienie, Pan, Władca)[28][31]
Egzystencja dzieli się na różne typy „stanów” egzystencji. W czasie są trzy; teraźniejszość z jej przeszłością, teraźniejszością i przyszłością oraz czwarty, stan ostateczny. W przestrzeni są dwa: świat z kości – materialny (aw. astuuant, pahl., Getig) – ten „z kośćmi” lub stan istot żywych, czyli świat człowieka, w którym żyjemy, i świat myśli, (aw. mainiiauua, pahl. Menog) – ten „z myśli” (ducha), czyli ten, w którym przebywają istoty boskie i zmarli. Wszystkie te stany mogą być dobre lub złe.
Pierwsze Dobre Istnienie jest stanem Uporządkowanego kosmosu, podczas gdy Pierwsze Złe Istnienie jest stanem Chaosu odpowiadającemu pierwszemu, atakowi Zła (Gatha 1.29). Ostatnia egzystencja, opisana w Starej Aweście, odnosi się do zmarłych, którzy doświadczą dobrej (najlepszej) lub złej (najgorszej) egzystencji, adekwatnie do swojego postępowania i zachowania w świecie żywych. Zarówno pierwsze, jak i ostatnie byty są unikalne (aêwa- Gatha 1.29.6), w przeciwieństwie do przeszłych, teraźniejszych i przyszłych (ludzi), którzy są zjawiskiem ciągłym i powracającym. Ludzie, którzy usłuchali jego wezwania są odpowiedzialni za kolejne istnienia, a ich zadaniem jest, by każde z nich było możliwie tak dobre jak pierwsze istnienie. Ich rywale i przeciwnicy, z drugiej strony, są odpowiedzialni za schyłek, obrzydliwość i zniszczenie każdego z obecnych bytów, przez co konieczna jest regeneracja i rewitalizacja bytu.

#### Dwa światy
Uporządkowany świat dzieli się na dwie sfery: świat egzystencji (myśli) i świat z kośćmi czyli świat (egzystencji) istot żywych. Świat myśli zawiera to, co człowiek może pojąć tylko myślą, podczas gdy świat istot żywych zawiera to, co można pojąć za pomocą zmysłów (wzroku, słuchu, uczucia). Zaratusztrianizm charakteryzuje się zatem podwójną dwoistością: pomiędzy pierwotną zasadą dobra i zła oraz między „stworzonymi” światami myśli i istot żywych. Zasada „Porządku” dotyczy zarówno świata myśli, jak i świata żywych istot. W pierwszym odnosi się do procesów kosmicznych, ustanowionych i podtrzymywanych przez Ahura Mazdę; w tym ostatnim odnosi się do zachowania ludzi, zarówno w życiu codziennym, jak i w rytuale. Wszystkie istoty we wszechświecie, w tym ludzkość, które postępują zgodnie z tą „Zasadą”, nazywane są „podtrzymującymi Porządek” lub w skrócie „Porządnymi” (aw. ašāvan aszawan). Te dwa światy są czasami nazywane światami „duchowymi i materialnymi”, ale terminy te są stosunkowo nowoczesne, mają wiele różnych i częściowo bardzo mylących implikacji.

#### Walka (pahl.zmieszanie – gumēzišn)[37]
Jednak pierwotny chaos regularnie atakuje i powraca do uporządkowanego kosmosu Ahura Mazdy i proces porządkowania musi zostać powtórzony i ciągle podtrzymywany. Ludzie powinni pomagać Ahura Mazdzie w tym procesie, Światopogląd ten zorganizowany jako pole odwiecznej bitwy pomiędzy siłami porządku (obrońcami światła, życia, płodności, porządku i prawdy), reprezentowanymi przez najwyższego boga Ahura Mazdę, „wszechwiedzącego władcę”, z towarzyszącymi mu boskimi bytami, a siłami chaosu (sprawiającymi ciemność, cierpienie, destrukcję, śmierć i jałowość), reprezentowanymi przez kosmiczne Oszustwo i Kłamstwo (patrz poniżej) i jego różnych sojuszników.
Towarzysze Ahury Mazdy to sześciu „życiodajnych nieśmiertelnych” i wielcy Jazatowie, tacy jak Mitra – słońce i inni (patrz poniżej). Siły zła obejmują w szczególności Angra Manyu, Złego Ducha, złych, starych bogów – Dewy (daêwas) i gniew Aeszma – (aêshma zob, też w Dewa (zaratusztrianizm)), W takim aspekcie Zaratusztrianizm jest zatem dualistycznym i politeistycznym henoteizmem, z jednym najwyższym bogiem, który jest ojcem uporządkowanego kosmosu.
Po odnowie świata fraszokereti (aw. FRAŠŌ.KARATI, Sk. tr. vrddhi-kṛti-, akṣaya-) i pokonaniu sił Zła, Ahura Mazda ma stać się jedynym Bogiem i dlatego w ujęciu czasu liniowego zaratusztrianizm jest docelowym monoteizmem.

#### Haithya– (awest. prawda i rzeczywistość, naprawdę rzeczywiste)[28][29]
We wszechświecie, w którym dwie przeciwstawne siły dobra i zła, prawdy i kłamstwa, nieustannie walczą o dominację, człowiek jest bezustannie poddawany próbie wprowadzania go w błąd (przez siły zła) i dochodzenia jakie zachowanie jest właściwe. Nawet poeta-ofiarnik Zaratusztra nie jest wolny od tej słabości. Jego koncepcja Rzeczywistości, to znaczy tego, co „naprawdę, naprawdę jest” (aw. haithya, sans. satya), może okazać się błędna. Chociaż myśli, że wie, co jest prawdziwym niebezpieczeństwem, urojeniem spowodowanych mocą Kłamstwa. Ciągle obecna jest jednak możliwość błędu.

#### Druj– (aw.kłamstwo)[28][32]
Przeciwnikiem Uporządkowanego kosmosu jest kosmiczne Oszustwo lub Kłamstwo (aw. Druj, oznacza także – narkotyk, staroperski – drauga). Znajdujące się w tekstach opisy różnych aspektów lub przejawów Kłamstwa pomagają je zdefiniować. Pochodzenie Kłamstwa nie jest podane wprost, ale musiało ono „zaistnieć” za pierwszym razem, gdy ktoś pomyślał lub wypowiedział twierdzenie, że „Porządek” Ahura Mazdy nie jest prawdziwym „Porządkiem”. Musiało to zatem „logicznie” nastąpić po ustanowieniu pierwszego Uporządkowanego kosmosu, to znaczy podczas pierwszego stanu, powodując jego „obrzydliwość” i „zniszczenie”. Gatha 1.30.6.
Domeną Złego Ducha rządzi zasada Oszustwa (druj), przez które można pogubić się w rozumieniu w prawdziwej naturze świata i nie dokonać właściwego wyboru, z kim się sprzymierzyć: siłami dobra czy siłami zła. Według Starej Awesty to właśnie przydarzyło się starym bogom, dewom, którzy byli zdezorientowani i dokonali złych wyborów (Gatha 1.30.6) Dotyczy to oczywiście także ludzi.

#### Ratu– (aw.odpowiednik, wzorzec, modele, prototyp)[28]
Istnieje powiązanie między istotami w światach myśli a istotami żywymi w tym sensie, że wszystkie obiekty w tych ostatnich mają model lub prototyp (Aw. Ratu), w świecie myśli. Te prototypy i kategorie bytów przypominającej idee platońskie. Tak więc powtarzające się wciąż na nowo podziały roku mają swoje niezmienne modele w świecie myśli, a Ahura Mazda ukształtował prototypowego człowieka, krowę/byka, rok każdy byt, pojęcie i tak dalej, aby były one niejako schematami dla ludzi, zwierząt i podziałów czasu w świecie istot żywych. Łącznie z rytuałem haomy (litanie w Jaśnie 1 i 6). Pojęcie wyrażone słowem Ratu jest ściśle związane z „Porządkiem” i być może językowo spokrewnione z Asza (sanskryckie. rta). Można sobie wyobrazić „Porządek” jako rozległą sieć lub sieć harmonijnych relacji, w których „węzłami” są Ratu, boskie modele lub prototypy „dominujące” nad wszystkimi zjawiskami w świecie żywych lub jako czterowymiarową przestrzeń, w której wszystkie Ratu to współrzędne obiektów w czasie i przestrzeni.

#### Bóg Ahura Mazda (Ormuzd) i inne boskie byty[28]
Ahura Mazda swoimi myślami (oraz słowami i czynami) najpierw zarządził kosmos i nadal podtrzymuje prawdziwy/rzeczywisty porządek kosmiczny. Ahura Mazda (Pan Mądrości) i jego przeciwieństwo Angra Mainju (Zły Duch) tworzą stale splecioną parę, która toczy z sobą bezustanny bój o władzę nad światem. Ahura Mazda jest również tym, który stworzył kosmos i jest jego władcą. Jego dwa epitety, Ahura i Mazda, które również składają się na jego imię, odnoszą się do tych funkcji. Ahura Mazda jest blisko związany z sześcioma „życiodajnymi nieśmiertelnymi”. Były to pierwotnie części istoty i emanacje Ahura Mazdy, ale mogą być samodzielnymi bytami boskimi. Są jednak jeszcze bardziej złożonymi bytami, ponieważ reprezentują również części kosmosu i są „strażnikami” rzeczy na tym świecie.

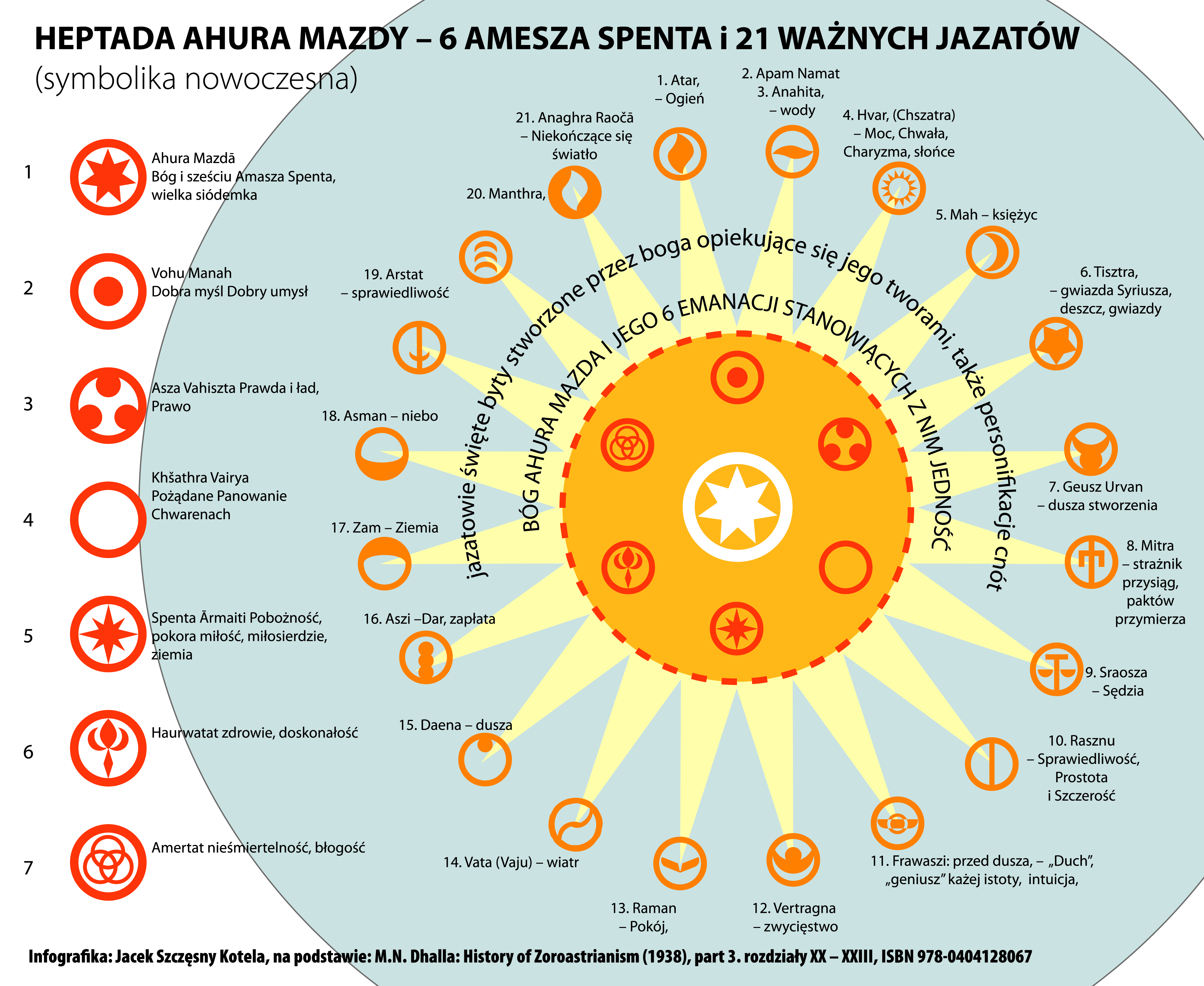
Infografika – Heptada Ahura Mazdy i 21 ważniejszych Jazatów

#### Amesza Spenta (aw.Aməša Spənta,Życiodajni Nieśmiertelni, święci nieśmiertelni)
Żadni bogowie inni niż Ahura Mazda nie są wymienieni z imienia w Gâthah i Jaśnie Haptanghâiti, ale Airyaman jest przywoływany w modlitwie Airyamâ ishiyô (5.54.1), która kończy zbiór Gâth, a kilka istot będących także bytami fizycznymi jest przywoływanych jako bóstwa w Jaśnie Haptanghâiti, wśród nich jest niebiański ogień i niebiańskie wody. Zamiast tego w Starej Aweście znajduje się szereg pojęć o boskim statusie, które nazwalibyśmy „abstrakcyjnymi” (ludzkie zmysły, emocje itp.). Czasami określane jako „istoty”, obejmują one:
- Wohu/Wahiszta manah – dobra/najlepsza myśl”
- Asza (Wahiszta) – „(Najlepszy) Porządek”
- Kszatra(Wairiya) – „(Wybór zasłużony) Rozkaz, Panowanie”
- (Spentâ) Armaiti – „(życiodajna) pokora, miłość, pobożność” (Jest także geniuszem ziemi)
- Haurwatât – „Całość-Całkowitość, Zdrowie”
- Amertatât – Nieśmiertelność („nie umieranie”, nie umieranie przed czasem)
- Atar, ogień
- Sraosza – „gotowość do słuchania” (ludzi przez Boga, Boga przez ludzi)
- Airyaman – harmonijne związków i uzdrawianie
- Aszi – „(niebiańska) nagroda”

W Młodszej Aweście pierwszych sześć tych pojęć stanowi stałą heptadę z Ahura Mazdą

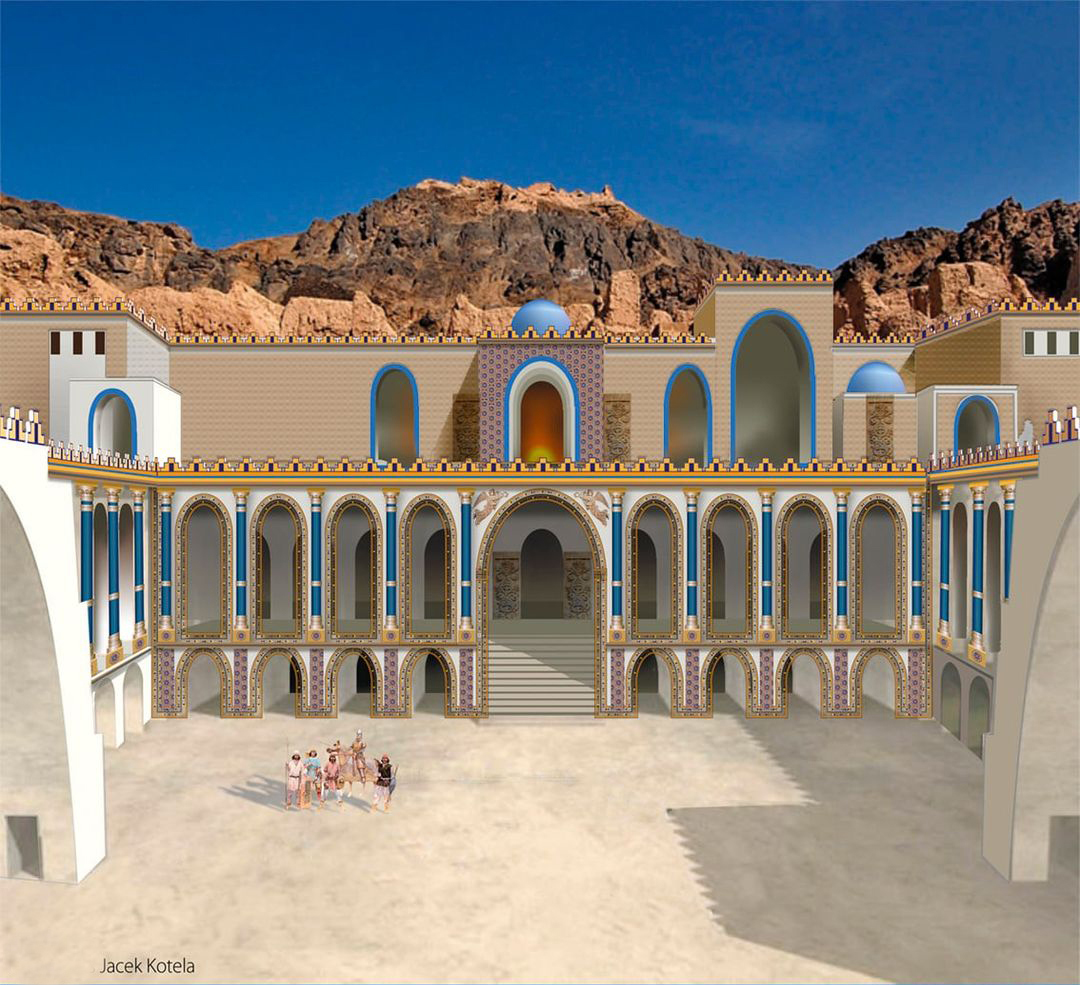
Rekonstrukcja Sasanidzkiej świątyni ognia w kompleksie cytadeli na górze Kajeh - znanej jako Ghagha-Shahr. 224-651 n.e.

Ahura Mazda, pozostając jednością, posiada sześć Amesza Spentów (aw. ameša „nieśmiertelny”, spenta „posiadający moc”) – emanacji tworzących duchową osnowę świata, zwanych także świetlistymi Istotami. Wraz z nimi tworzy tzw. „Świętą Siódemkę”. Ich imiona można rozumieć jako nazwy podstawowych atrybutów Ahury Mazdy i jednocześnie podstawowych cnót, którymi powinien cechować się każdy wyznawca:

##### Heptada Ahura Mazdy
Zwykle podaje się taki skład heptady, której część stanowią Amesza Spentowie wraz z ich atrybutami:
- Ahura Mazda – Bóg

##### Trzy męskie (nijakie) Moce
- pahl. Bahman – aw. Wohu Manah, czyli Dobra Myśl; królestwo zwierząt
- pahl. Ardibeheszt – aw. Asza Wahiszta, czyli Najlepsza Prawda, Ład Należyty; królestwo ognia, ciepło, światło boże
- pahl. Szachriwar – aw. Chszatra Warija, czyli Królewskość Zwycięska, „Pożądane Panowanie”; królestwo metali

##### Trzy żeńskie Moce
- pahl. Spandarmat – aw. Spenta Aramaiti, czyli Święta Cierpliwość; królestwo ziemi, kobiecość
- pahl. Chordad – aw. Haurwatat, czyli Zdrowie, integralność; królestwo wody
- pahl. Mordad – aw. Ameratat, czyli Nieśmiertelność; królestwo roślin

### Jazata i Dewa
Oprócz tego Ahurze Maździe pomagają Jazatowie (awestyjskie yazatåŋhō) godni czci lub godni głębokiego kultu” czasem nazywani także Jazata Spenta  – Wielka liczba świętych bytów stworzonych przez Ahura Mazdę, do których Zaratusztra zaliczył część bogów z panteonu mazdaizmu. W Gathah Zaratusztry wymienieni są Sraosza (Sędzia na moście Czinwat), Aszi jako hipostaza „nagrody”, „zapłaty” lub „kapryśnego szczęścia”, Atar Święty ogień, hipostaza światłości Ahura Mazdy, Geusz Taszan „Twórca krowy”, boski rzemieślnik, Geusz Urwan „Dusza Krowy”, „Duszą Stworzenia”, hipostaza zwierząt, wszystkich istot żywych, Tusznamaiti „Cisza umysłu”, „Boski Umysł” hipostaza oświecenia i Iza  – w późniejszych tekstach zaratusztriańskich wysoką pozycję zajmują jazatowie tacy jak Mitra, bóstwo przymierza, światła, przysięgi, sprawiedliwości i słońca, wszechwidzący obrońca prawdy oraz strażniki bydła, żniw i wód. Mitra jest jednym z trzech sędziów na moście Czinwat, „Most Oddzielenia” obok Sraoszy i Rasznu (personifikacja sprawiedliwości). Czczona była także powszechnie jazatka Anahita opiekunka wód, źródeł, rzek, kobiet.
Angra Mainju nie posiada takich emanacji jak Ahura Mazda, posiada jednak korpus złych duchów, tzw. Dewów, zwanych w wersji pahlawijskiej demonami, które pomagają mu w dziele zniszczenia. W Gathah prawie nie są omawiane osobowości poszczególnych dewów; są traktowani jako kolektyw fałszywych bogów, którzy podążają za Kłamstwem i prowadzą swoich wyznawców do czynienia zła i przemocy. Późniejsze teksty średnioperskie prezentują bardziej złożoną i szczegółową demonologię, wymieniają wielu dewów i opisując ich atrybuty i siły zła, które ucieleśniają w najdrobniejszych szczegółach. Ostatecznie oznacza to zmianę ich konceptualizacji przez stanie się dosłownymi przeciwnikami odpowiadających im przeciwstawnym bytom stworzonym przez boga.

### Akt stworzenia i trzy epoki
Ahura Mazda jest bogiem, który stworzył świat i wszystko, co w nim dobre. W pierwszym etapie Ahura Mazda poprzez swoje Świetliste Istoty stworzył wszystko oprócz ognia, co trwało siedem dni, po czym pozostawił to w stanie bezcielesnym i wstrzymał upływ czasu, aby odpocząć. Była to pierwsza epoka świata. Wszystkie twory Ahury były w tym stanie doskonale statyczne i niezmienne – wszystko doskonałe i na swoim miejscu. Następnie Ahura Mazda stworzył ogień i puścił świat w ruch, uruchamiając upływ czasu i nadając wszystkiemu cielesność. Otworzyło to drogę Angra Maju, który natychmiast zaatakował i skaził wszystkie 7 tworów Ahura Mazdy. Zaatakował ziemię, tworząc pustynię, zasolił wodę w morzach, przebił południową stronę nieba, spowodował więdnięcie roślin, śmierć pierwszego byka oraz pierwszego człowieka, a na koniec „popsuł” nieskalaną czystość ognia, tworząc dym. Od tego czasu zaczęła się druga epoka – epoka „zmieszania” – walki dobra ze złem, w której obecnie żyjemy. Pod koniec tej epoki nastanie czas Odnowy Świata (fraszokereti), porównywany do pojęcia sądu ostatecznego, kiedy to zło zostanie ostatecznie pokonane i oddzielone od dobra. Nastanie wtedy trzecia epoka, a świat uzyska swoją doskonałą formę.

### Życie pośmiertne
Dusze ludzi po śmierci trafiają przed sąd Mitry, Sraoszy i Rasznu. Mitra dzierży w swoich rękach szale sprawiedliwości, na których są ważone dobre i złe uczynki, myśli i słowa. Gdy dobro przeważa nad złem w życiu danej duszy, trafia ona do Domu Pieśni, zwanego również Domem Dobrej Myśli (porównywane do pojęcia nieba). Gdy zło przeważa nad dobrem, dusza spada z Mostu Rozdzielenia Czinwat do Domu Najgorszego Bytowania, zwanego także Domem Najgorszej Myśli (porównywane do pojęcia piekła), i będzie pod kontrolą Angra Mainju, poddana cierpieniom. Gdy skalania duszy doskonale się równoważą – dusza trafia do Miejsca Pomiędzy (porównywane do pojęcia czyśćca), stając się szarym cieniem, nie mogącym czuć radości ani smutku. W tych miejscach dusze oczekują na Odnowę Świata (fraszokereti).

### Mesjanizm
Sama idea nadejścia Mesjasza w Gatach jest jedynie zasygnalizowana, dopiero w Młodszej Aweście zostaje rozwinięta. Bezpośrednio przed dniem Sądu Ostatecznego, do jeziora Kasaoja w Pamirze ma wejść dziewica. Ma ona zostać cudownie zapłodniona nasieniem Zaratusztry, ocalonym po jego śmierci, i urodzić Saoszjanta(porównywanego do pojęcia Mesjasza w chrześcijaństwie), który poprowadzi zastępy sił dobra do ostatecznej walki ze złem.

### Zmartwychwstanie, sąd, nieśmiertelność
Gdy nadejdzie Saoszjant, nastąpi Odnowa Świata. Saoszjant wskrzesi wszystkich ludzi, którzy kiedykolwiek żyli, sprawiedliwych i grzesznych. Rozpoznają oni znajomych, krewnych, rodziców i dzieci. Na wielkim zebraniu wszyscy ujrzą swoje dobre i złe uczynki. Następnie na ziemię wyleje się rzeka płynnego metalu. Wszyscy będą musieli przez nią przejść. Dla sprawiedliwych będzie ona jak ciepłe mleko, natomiast dla złych będzie ostatnią, straszliwą karą. Później odprawione zostanie nabożeństwo, podczas którego zbawieni otrzymają do wypicia napój z haomy, dającej nieśmiertelność. Wszyscy ludzie uzyskają nowe, nieśmiertelne ciała, jak Amesza Spenta, i zamieszkają w odnowionym i doskonałym uniwersum, pozbawionym zła.

## Etyka i obyczaje zaratusztrian
W etyce zaratusztriańskiej człowiek jest dziełem Ahury Mazdy, ma jednak wolną wolę i może zdradzić swojego stwórcę, stając po stronie sił zła. Z natury człowiek jest jednak dobry i jego powołaniem jest stanąć do walki ze złem w szeregach popleczników Ahury Mazdy. Lapidarnie nakazy zaratusztrianizmu określa formuła: humata, huchta, hwareszta – dobre myśli, dobre słowa, dobre uczynki. gatha 1.1.28

### Kult czystości
W etyce zaratusztrianizmu nie występuje pojęcie grzechu. Zastępuje je pojęcie "zbrukania, skalania". Dusza człowieka może ulec zbrukaniu poprzez złe myślenie, złe mówienie i złe czynienie, a także przez kontakt z brudnymi tworami i istotami Angra Mainju. Silnie zbrukana dusza, która przeszła na stronę sił zła, po śmierci runie w otchłań do Domu Złej Myśli (Aka Manah), siedziby Arymana. Obowiązkiem człowieka jest zatem dbanie o swoją czystość duchową, psychiczną i cielesną. Szczegółowe przepisy, mówiące o tym, co powoduje skalanie ciała i duszy, w okresie post-gatyckim ostatecznie sformułowano w Wendidad. Przepisy zawarte w Wendidad określają zabiegi higieniczne, rytualne i magiczne, pozwalające na oczyszczenie ciała i duszy. Zawierają także listę czynności i zachowań zakazanych. Błędem jest porównywanie skalań do pojęcia koszerności w judaizmie, ponieważ nie ma zakazanych pokarmów. Jedynie skażone, zepsute lub zatrute jedzenie uważa się za skalane. Wiele praw Wendidad zawiera bardzo trafne, ze współczesnego punktu widzenia, zalecenia higieniczne, zapobiegające skażeniu środowiska naturalnego oraz nakazujące ochronę czystości wody, ziemi, powietrza i ognia. Są także zalecenia o charakterze bio-etycznym, w tym nakazy troskliwej opieki nad zwierzętami domowymi i dobre ich traktowanie.
Psy cieszą się szczególnym szacunkiem w zaratusztrianizmie, a zabicie psa mogła grozić kara śmierci.
W Wendidad określono też dozwolone formy zachowań seksualnych. Miesiączkującą kobietę uważa się za skalaną i zakazuje się w tym okresie stosunków płciowych. Wśród przepisów znajdują się także zasady zawierania małżeństw, zawierania umów i prowadzenia interesów.

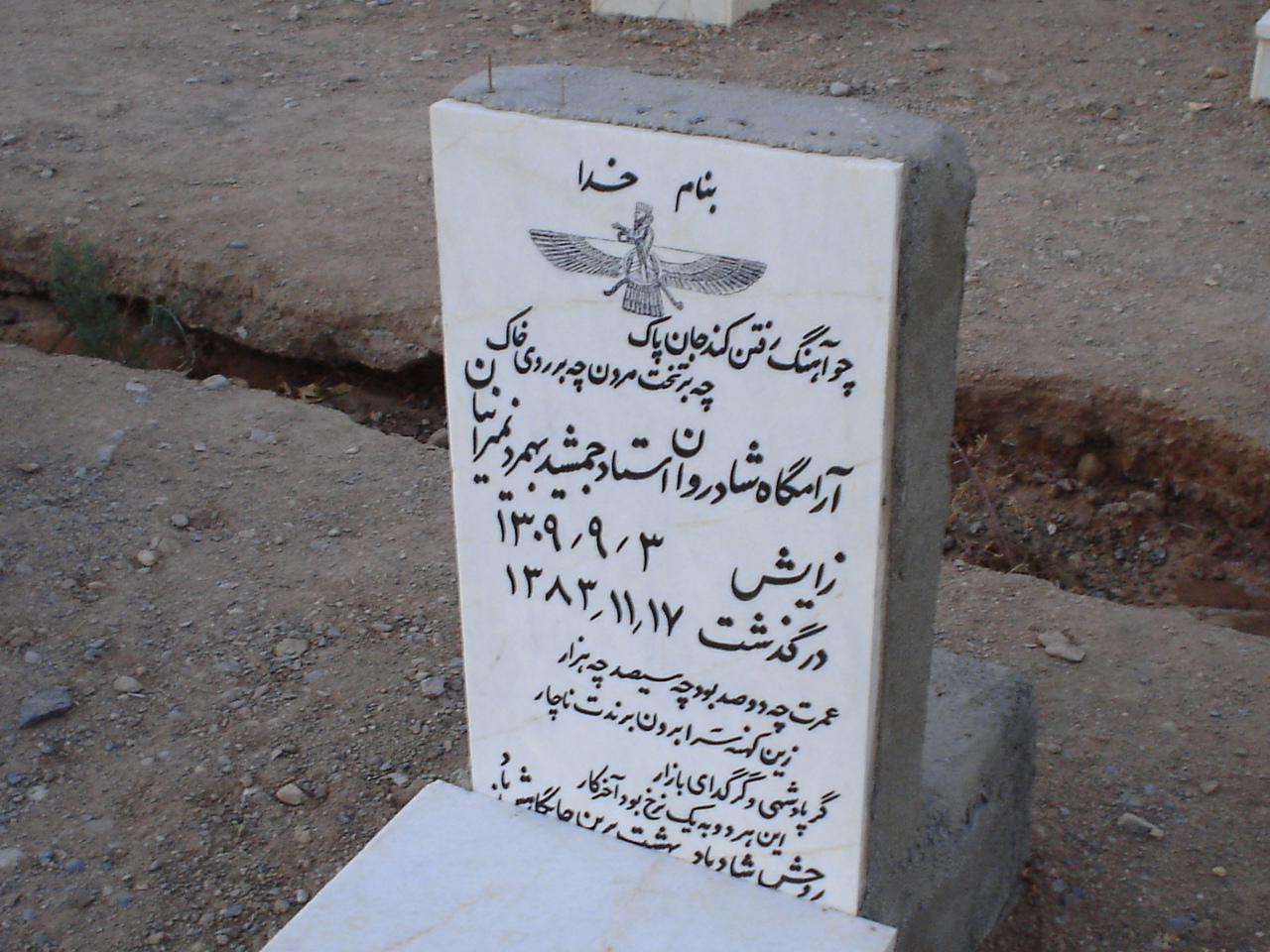
Nagrobek na cmentarzu zoroastryjskim w Jazdzie

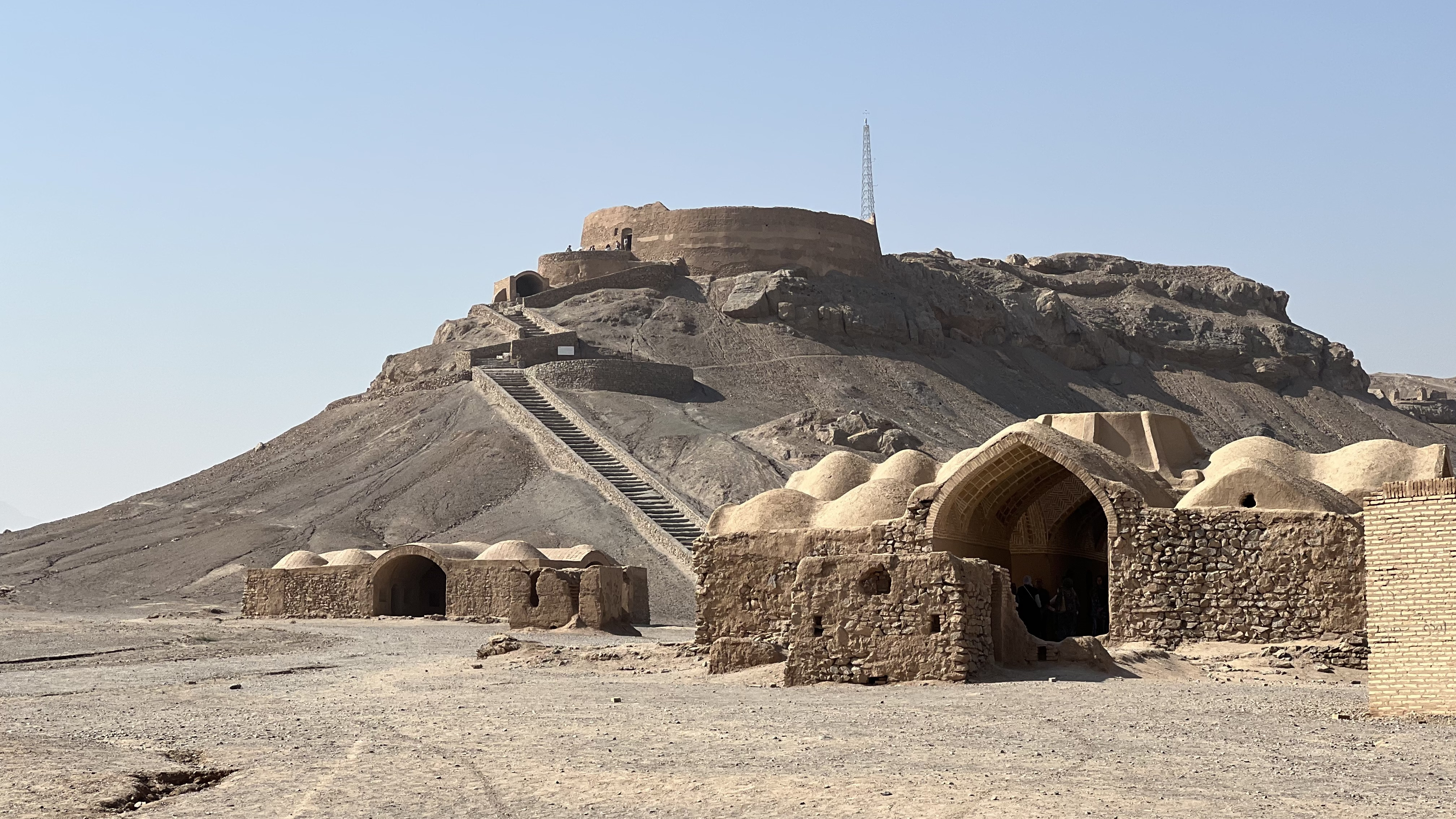
Wieża Milczenia (Ciszy) w Jazd w Iranie. Do lat 70. XX wieku tradycyjne miejsce pochówku wyznawców Zaratusztranizmu.

Zwłoki człowieka są, według Wendidad, jedną z najbardziej skalanych rzeczy na świecie, gdyż śmiercią i jej przyczyną jest Aryman. By nie zbrukać ziemi, grzebiąc w niej zwłoki, praktykowano tzw. pogrzeb powietrzny, polegający na ekspozycji zwłok w tzw. wieżach milczenia (dakhma), gdzie tkankę miękką zjadały padlinożerne ptaki. Wysuszone kości chowano w osuariach lub umieszczano w centralnym szybie wieży. Kremacja jest zakazana ze względu na świętość ognia. Współcześnie czynna jest tylko jedna dakhma, w Mumbaju, a zwłoki chowane są w betonowych grobach, tak by nie stykały się z ziemią.

### Kult ognia
Ogień stanowi szczególny obiekt kultu zaratusztrian. Jest on najczystszym ze wszystkich tworów Ahury Mazdy. Angra Maju zbrukał go co prawda, dodając do niego dym, jednak dym nie miesza się z samym ogniem, lecz ucieka do góry i dlatego płomienie są zawsze doskonale czyste. W centralnym punkcie świątyni pali się stale podtrzymywany święty ogień, który gwarantuje trwanie mocy Ahury Mazdy na ziemi. Świętość ognia wzrasta z czasem jego trwania. Kult ognia zyskał szczególne znaczenie w czasach dynastii Achemenidów, kiedy to budowano ołtarze ognia. Za Sasanidów powstawały rozbudowane sanktuaria i świątynie ognia, (zobacz Ateszgiah), gdzie płomień był stale podtrzymywany. Płonące przez długi czas ognie otaczają zaratusztrianie szczególną czcią, gdyż wierzono, że ogień, który palił się stale ponad 100 lat, ma ogromną siłę uzdrawiania i spełniania innych życzeń.
Takht-e-soleyman (Iran) Ruiny świątyni królewskiego ognia dynastii Sasnidów (Adar Gusznasp) i świątyni Anahity VI-VII w. n.e.

## Religijna literatura zaratusztriańska

### Religijna literatura staroperska
- Awesta
  - Jasna: (zawiera Gathy) nazwa podstawowego liturgicznego zbioru tekstów Awesty, recytowanych podczas tej ceremonii jasny.
  - Wendidad: (prawo przeciw demonom) główne źródłem prawa zoroastryjskiego, zarówno rytualnego, jak i cywilnego
  - Wisparat: pomniejsze pism liturgiczne, zawierające hymny pochwalne
  - Jaszty: 21 hymnów do Jazatów
  - fragmenty: pozostałe zachowane teksty Awesty
- Mała Awesta (Chorda Awesta)
  - grupa pomniejszych tekstów, hymnów i modlitw na określone okazje.

### Religijna literatura średnioperska
Zawiera wiele cytatów i materiałów z niezachowanych, wcześniejszych pism.
Ważniejsze pozycje:
- Arda Wiraz Namag: „Księga o pobożnym Wirazie” podróż świątobliwego Wiraza w zaświaty (do nieba i piekła)
- Bundahiszn: kosmologia, kosmogonia, eschatologia zaratusztriańska (wersja mniejsza indyjska)
- Wielki Bundahiszn: kosmologia, kosmogonia, eschatologia zaratusztriańska (wersja większa irańska)
- Czidag Andarz Porjotkeszan: Obowiązki zaratusztrianina (rodzaj katechizmu)
- Pouczenia Adarbada Mahraspandana: zbiór aforyzmów i rad praktycznych mędrca Mahraspandana
- Dadestan i Denig: „Decyzje religijne” zawiera odpowiedzi udzielone przez Manuszczira i Gosznajamana na pytania zadane mu przez jego współwyznawców”
- Denkard: encyklopedia religii zaratusztriańskiej, zawierająca obszerne cytaty z materiałów starszych o tysiące lat, w tym zaginionych tekstów awestyjskich
- Menog_i Khrad „Wyroki Ducha Mądrości” zawiera głównie mądrości praktyczne w formie pytań i odpowiedzi
- Riwajaty: „Poglądy i Opinie …” Odpowiedzi kapłanów irańskich na ytania mobadów Parsów w Indiach
- Teksty w języku Pazand: zbiór tłumaczeń różnych tekstów staro i średnio–perskich na język Pazand
- Zand_i Wohuman Jaszt: „Komentarz do Vohuman Yasn”. zaratusztriańska „Apokalipsa”